# Alejandro José Hernández Hernández
Alejandro José Hernández Hernández (ur. 10 listopada 1982 na Lanzarote) – hiszpański sędzia piłkarski. Od 2014 roku sędzia międzynarodowy.
Sędzia główny podczas Ligi Narodów UEFA 2018/19, 2020/21, 2022/23.

## Sędziowane mecze Ligi Narodów UEFA 2018/19[2]
| Mecz              | Data       | Miejsce              | Grupa              | Wynik | Żółta kartka | Czerwona kartka |
| ----------------- | ---------- | -------------------- | ------------------ | ----- | ------------ | --------------- |
| Czechy – Słowacja | 19.11.2018 | Fortuna Aréna, Praga | Dywizja B, Grupa 1 | 1:0   | 4            | 0               |

## Sędziowane mecze Ligi Narodów UEFA 2020/21[3]
| Mecz              | Data       | Miejsce                             | Grupa              | Wynik | Żółta kartka | Czerwona kartka |
| ----------------- | ---------- | ----------------------------------- | ------------------ | ----- | ------------ | --------------- |
| Słowacja – Izrael | 14.10.2020 | Štadión Antona Malatinského, Trnawa | Dywizja B, Grupa 2 | 2:3   | 2            | 0               |

## Sędziowane mecze Ligi Narodów UEFA 2022/23[4]
| Mecz              | Data       | Miejsce                | Grupa              | Wynik | Żółta kartka | Czerwona kartka |
| ----------------- | ---------- | ---------------------- | ------------------ | ----- | ------------ | --------------- |
| Dania – Austria   | 13.06.2022 | Parken, Kopenhaga      | Dywizja A, Grupa 1 | 2:0   | 3            | 0               |
| Polska – Holandia | 22.09.2022 | PGE Narodowy, Warszawa | Dywizja A, Grupa 4 | 0:2   | 5            | 0               |